# Bigger Than Both of Us
Bigger Than Both of Us è il quinto album del duo Hall & Oates, pubblicato nel 1976.

## Tracce
1. Back Together Again (John Oates) - 03:25
2. Rich Girl (Daryl Hall) - 02:24
3. Crazy Eyes (Oates) - 03:03
4. Do What You Want, Be What You Are (Hall, Oates) - 04:33
5. Kerry (Dees, Hall) - 03:50
6. London Luck & Love (Sara Allen, Daryl Hall, Oates) - 03:01
7. Room to Breathe (Allen, Hall) - 04:13
8. You'll Never Learn (Hall, Oates) - 04:14
9. Falling (Hall) - 06:12

## Formazione
- Daryl Hall - voce, cori, tastiere, sintetizzatore, chitarra, mandolino
- John Oates - voce, tastiere, sintetizzatore, chitarra, armonica a bocca
- Christopher Bond - chitarra, tastiera, sintetizzatore
- Ed Greene - batteria
- James Getzoff - tastiere, direzione orchestra
- Scotty Edwards - basso
- Tom Hensley - pianoforte
- Leland Sklar - basso
- Jim Gordon - batteria
- Gary Coleman - percussioni
- Tom Scott - flauto, sax, lyricon
- Charles DeChant - sax

Produzione
- Christopher Bond, Robin Manning - produzione
- John Snyder - produzione digitale
- John Arrias, Joe Lopes, John Mills, Armin Steiner - suono
- Tom Ruff - mastering